# Figura (Luna)
Figura femenina és una pintura sobre tela feta per Juan Luna Novicio el 1898 i conservada actualment a la Biblioteca Museu Víctor Balaguer, amb el número de registre 155 d'ençà que va ingressar el 1898, provinent la col·lecció privada de l'autor de l'obra. Al quadre hi ha la inscripció "Luna"; "1898"; "Al Sr. Dn Andrés de Boet/recuerdo de su amigo /Enio Mazzantini/Madrid VIII A. D. Luis Mazantini/Recuerdo de/Luna".

## Composició
Composició de caràcter al·legòric o mitològic en la qual hi ha representada de cos sencer una noia asseguda frontalment a l'espectador, en actitud de pensar en unes escales. Duu un vestit fosc, llarg i sense mànigues, porta el cabell recollit en forma de dos petits monyos decorat amb dues plomes. Té el braç esquerre estirat sobre la falda i recolza el cap sobre la mà dreta. Al seu costat hi ha una àmfora. El fons de la composició és blanc.